# Prom (film)
Prom – dramat filmowy produkcji polskiej z 1970 roku, w reżyserii Jerzego Afanasjewa. Film przedstawia epizod z roku 1945, jest adaptacją powieści Stanisława Goszczurnego o tym samym tytule.

## Obsada[2]
- Elżbieta Starostecka – Hanka
- Lech Skolimowski – dyrektor stoczni
- Halina Słojewska – kobieta na promie
- Zdzisław Karczewski – stary rybak
- Lucyna Legut – kobieta na promie
- Halina Buyno-Łoza – kobieta na promie
- Leon Załuga – mężczyzna na promie
- Zygmunt Hübner – kapitan Habera
- Wojciech Siemion – Kros, komendant posterunku Milicji Wodnej
- Maria Chwalibóg – kobieta na promie
- Janusz Kłosiński – sierżant Walczak
- Stanisław Zatłoka – kierowca Wacek
- Ryszard Ronczewski – chorąży Wolski
- Adam Kwiatkowski – mężczyzna na promie
- Stanisław Niwiński – oficer w kapitanacie portu
- Janusz Bukowski – marynarz na posterunku Milicji Wodnej

i inni

## Zdjęcia
- Trójmiasto